# تشرمهين (كتشو)
تشرمهین (بالفارسية: چرمهین) هي منطقة سكنية تقع في إيران في أصفهان. يقدر عدد سكانها بـ 55 نسمة .